# Венера Анадиомена (картина Тициана)
«Вене́ра Анадиоме́на», или «Афроди́та Анадиоме́на» (итал. Venere Anadiomene) — картина венецианского художника Тициана, написанная около 1520 года. Согласно древнегреческому поэту Гесиоду богиня любви Афродита была рождена в море полностью сформировавшейся и вынесена на берег в раковине (именно поэтому её называют Афродита Анадиомена, то есть выходящая из моря). Картина Тициана изображает богиню в море, отжимающую волосы, рядом с небольшой раковиной (в отличие от знаменитой картины Ботичелли), лишь символизирующую богиню. Поза и фигура Венеры повторяет классические скульптуры античности (Венера на корточках и Афродита Книдская), а её действие — утерянную картину Апеллеса, описанную у Плиния в «Естественной истории». Считается, что таким образом Тициан бросал вызов античному искусству.

## История
Полотно принадлежало королеве Швеции Кристине. Позже оно оказалось в знаменитой коллекции Филиппа II, герцога Орлеанского, племянника Людовика XIV и регента Франции во время царствования малолетнего короля Людовика XV. После Французской революции коллекция была продана брюссельскому банкиру Филиппом, герцогом Орлеанским в 1791 году за 2 года до его казни. Коллекция была перевезена в Лондон для продажи и куплена синдикатом трёх аристократов во главе с Фрэнсисом Эгертоном, 3-м герцогом Бриджуотер. В начале XX века она перешла по наследству 6-му герцогу Сазерленд. С 1945 года коллекция из 26 картин (16 из них — из Орлеанской коллекции), получившая название «Сазерлендский заём», находится в аренде в Национальной галерее Шотландии в Эдинбурге. В 2000 году «Сазерлендская коллекция» перешла по наследству к Френсису Эгертону, 7-му герцогу Сазерленд. В 2003 году он продал картину «Венера Анадиомена» Национальной галерее Шотландии за более чем 11 млн фунтов стерлингов. После выкупа полотна в 2004 году оно стало центральным на специальной выставке «Saved!».